# Louis Joseph Watteau
Louis Joseph Watteau (Valenciennes, 1731. április 10. – Lille, 1798. augusztus 27.) francia festő. Apja, Noël Joseph Watteau (1689-1756) Jean-Antoine Watteau, a világhírű festő öccse volt. Lille városában tevékenykedett, ezért a „lille-i Watteau” (Watteau de Lille) néven is emlegették. Később fia, François Watteau, aki szintén festő lett, örökölte ezt a „becenevet”. 
Meghatározó szerepet játszott a későbbi lille-i szépművészeti múzeum, a Palais des Beaux-Arts de Lille gyűjteményének megalapozásában: ő készítette el a francia forradalom alatt elkobzott festmények leltárát a kollekció számára.

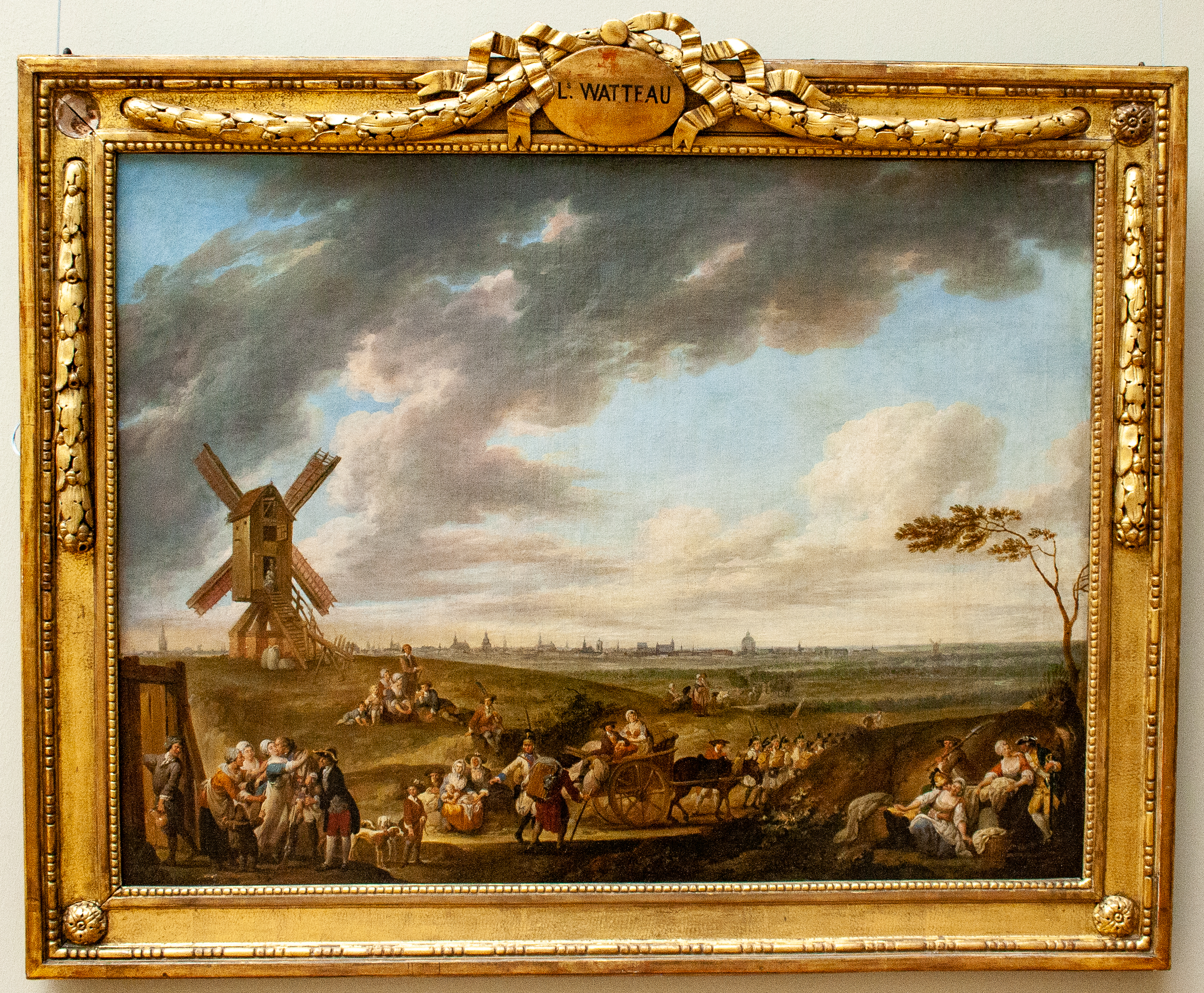
Louis Watteau festménye a Palais des Beaux-Arts de Lille-ben
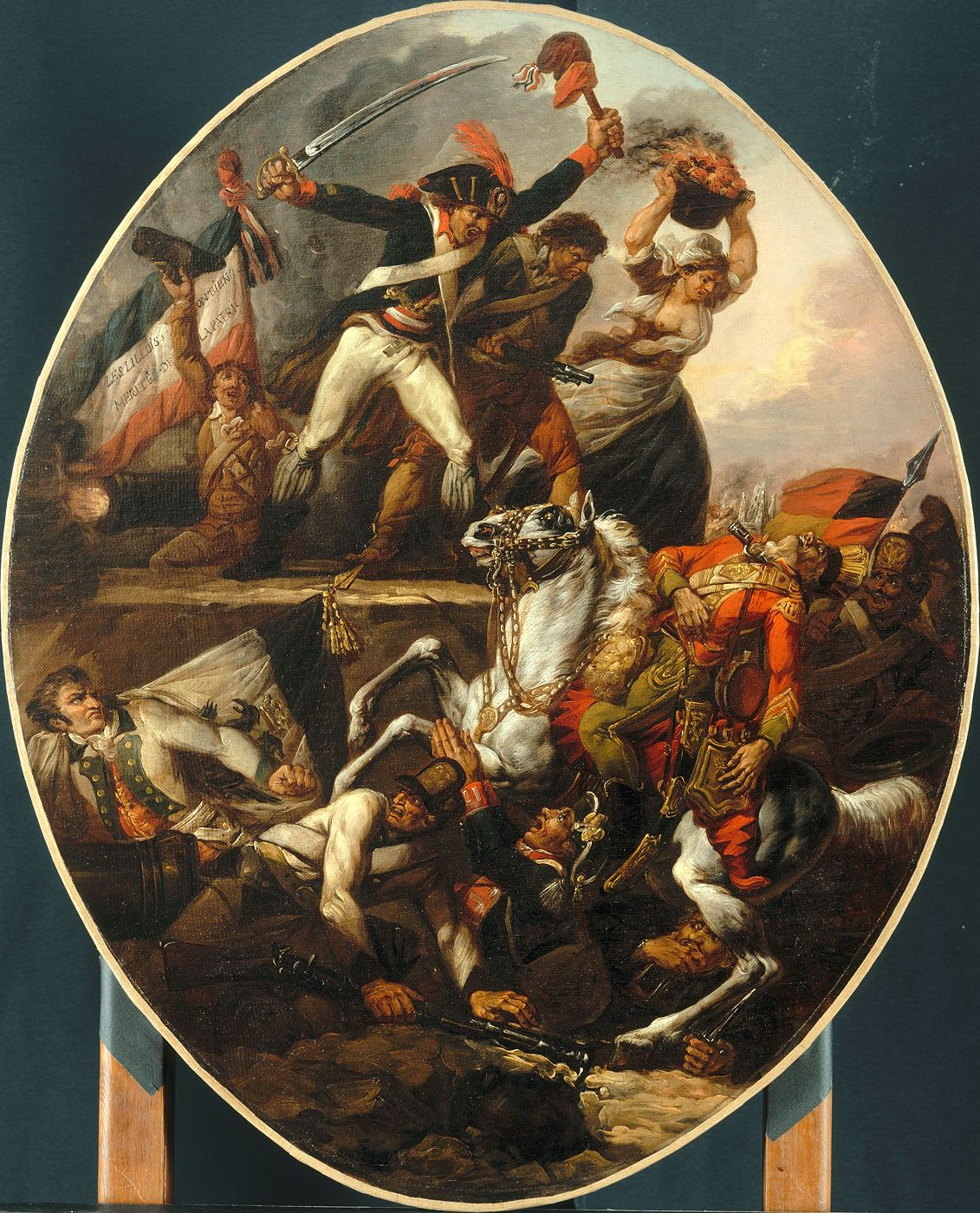
Lille ostroma 1792-ben, Louis Watteau festménye
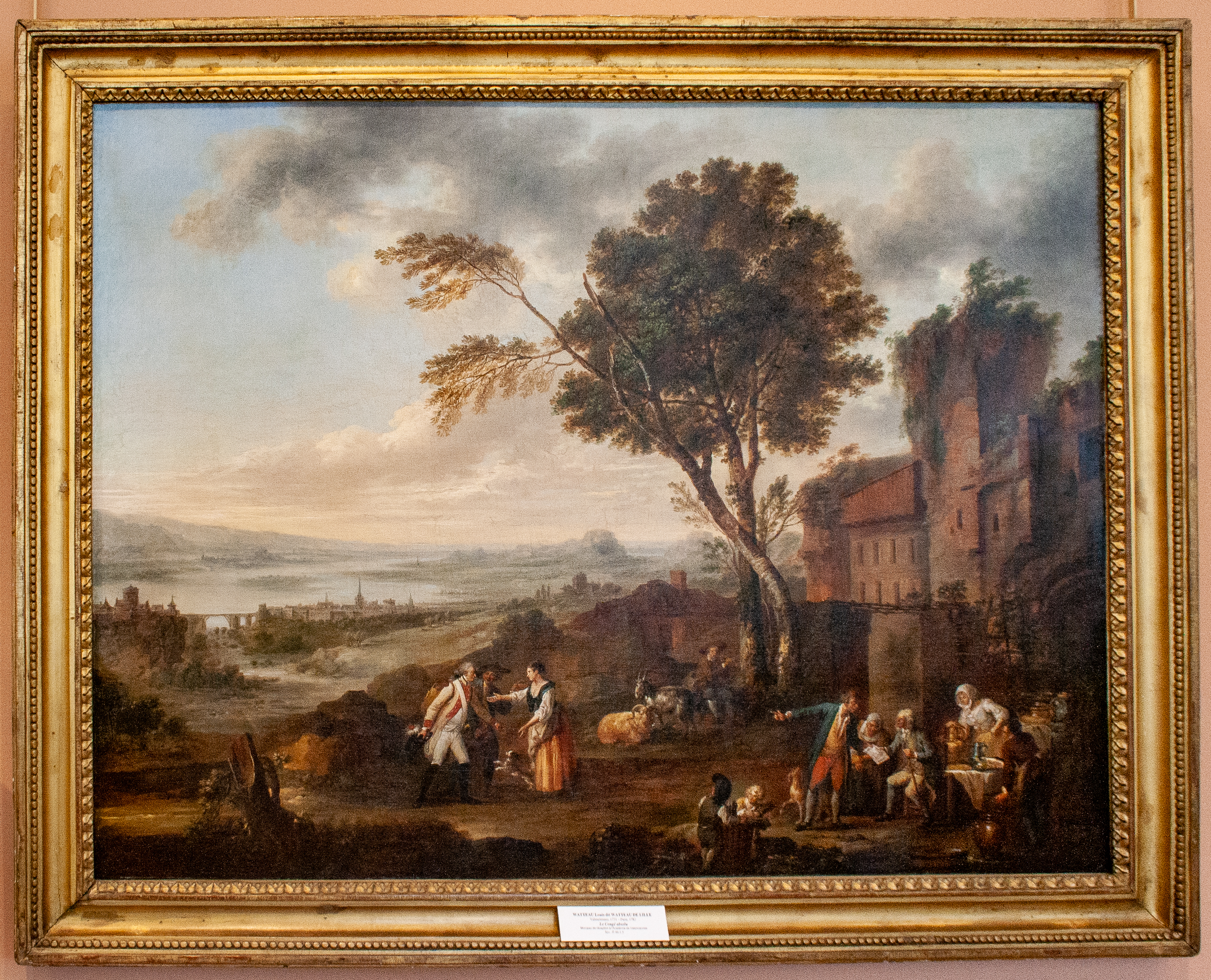
Louis Watteau festménye Musée des Beaux-Arts de Valenciennes-ben

## Fordítás
- Ez a szócikk részben vagy egészben  a   Louis Joseph Watteau című francia Wikipédia-szócikk ezen változatának fordításán alapul.  Az eredeti cikk szerkesztőit annak laptörténete sorolja fel. Ez a jelzés csupán a megfogalmazás eredetét és a szerzői jogokat jelzi, nem szolgál a cikkben szereplő információk forrásmegjelöléseként.